# Státní znak Keni
Státní znak Keni zobrazuje dva lvy držící masajský ostrý štít, za nímž jsou dva zkřížené oštěpy. Štít obsahuje národní barvy: černou, červenou, zelenou a bílou. Uprostřed štítu je vyobrazen kohout držící sekyru. Lvi a štít stojí na siluetě hory Mount Kenya obsahující v popředí zemědělské produkty jako jsou čaj, káva, kopretina, sisal, kukuřice a ananas. Dole je stuha se svahilským mottem „Harambee” (česky Tahejme všichni za jeden provaz).
Černá barva symbolizuje svobodu milující africké obyvatelstvo, červená jeho krev a boj za svobodu, zelená hustou vegetaci a bílá je symbolem míru a jednoty. Kohout zvěstuje úsvit nového dne.